# Ellipsolagena
Ellipsolagena es un género de foraminífero bentónico considerado un sinónimo posterior de Fissurina de la Subfamilia Ellipsolageninae, de la Familia Ellipsolagenidae, de la Superfamilia Polymorphinoidea, del Suborden Lagenina y del Orden Lagenida. Su especie-tipo era Lagena acutissima. Su rango cronoestratigráfico abarcaba desde el Eoceno hasta la Actualidad.

## Discusión
Clasificaciones previas incluían Ellipsolagena en la Superfamilia Nodosarioidea.

## Clasificación
Ellipsolagena incluía a las siguientes especies:
- Ellipsolagena acutissima
- Ellipsolagena alabamensis
- Ellipsolagena bidens
- Ellipsolagena cor
- Ellipsolagena cucullata
- Ellipsolagena dorbignyana
- Ellipsolagena fijiensis
- Ellipsolagena fusiformis, aceptado como Parafissurina fusiformis
- Ellipsolagena inversa
- Ellipsolagena lata, aceptado como Parafissurina lata
- Ellipsolagena marginata
- Ellipsolagena ovata